# Sand am Main
Sand am Main település Németországban, azon belül Bajorországban. Lakosainak száma 3109 fő (2023. december 31.).

## Népesség
A település népessége az elmúlt években az alábbi módon változott:
| Lakosok száma | 978  | 2035 | 2467 | 2596 | 3075 | 3097 | 3077 | 3122 | 3085 | 3109 |
|               | 1875 | 1950 | 1975 | 1987 | 2012 | 2014 | 2016 | 2017 | 2021 | 2023 |